# 2009 DD45
2009 DD45 — астероид из категории аполлонов.
Астероид был обнаружен уже на подлёте к Земле, в австралийской обсерватории Сайдинг-Спринг, а также некоторыми астрономами-любителями. 2009 DD45 был обнаружен работником обсерватории Робертом Макнотом 27 февраля 2009 года, более точные данные о его орбите были вычислены 28 февраля, то есть всего за 3 дня до подлёта астероида к Земле.
Сразу после обнаружения, по его абсолютному блеску (звёздная величина 25,4) стало ясно, что размер астероида при обычном альбедо составляет в диаметре около 35 метров. Эти размеры сравнимы с астероидом или кометой, упавшей на Землю в 1908 году и названным Тунгусским метеоритом. Падение астероида 2009 DD45 третьего марта 2009 года вызвало бы взрыв с энергией около одной мегатонны, что не создало бы никаких значительных изменений в биосфере Земли.
3 марта 2009 года астероид 2009 DD45 прошёл мимо Земли. В 16:44 МСК он приблизился на минимальное расстояние, составляющее около 70 тысяч километров от центра Земли; что в 5 раз меньше,
чем расстояние до Луны и очень близко к геостационарным искусственным спутникам Земли.

## Сближения
| дата             | а. е.    | расстояний до Луны | небесное тело |
| ---------------- | -------- | ------------------ | ------------- |
| 01.03.1948 13:38 | 0,005819 | 2,27               | Земля         |
| 01.03.1948 17:56 | 0,003372 | 1,31               | Луна          |
| 02.03.2009 12:13 | 0,002958 | 1,15               | Луна          |
| 02.03.2009 13:45 | 0,000483 | 0,19               | Земля         |
| 29.02.2056 17:27 | 0,016312 | 6,35               | Земля         |
| 03.03.2067 7:21  | 0,005144 | 2,00               | Луна          |
| 03.03.2067 12:03 | 0,003764 | 1,47               | Земля         |